# Zygophylax elongata
Zygophylax elongata is een hydroïdpoliep uit de familie Lafoeidae. De poliep komt uit het geslacht Zygophylax. Zygophylax elongata werd in 1992 voor het eerst wetenschappelijk beschreven door Ramil & Vervoort. 